# 二所錦照生
二所錦 照生（にしょにしき てるお、1927年5月21日 - 没年不明 ）は、現在の島根県出雲市出身で二所ノ関部屋に所属した元大相撲力士。本名は大野 輝雄（おおの てるお）。176cm、83kg。最高位は西十両13枚目。得意技は左四つ、下手投げ、掬い投げ。

## 経歴
1947年11月場所に初土俵。1951年1月場所に大見山 輝雄の四股名で十両昇進。新十両の場所は8勝7敗と勝ち越すが、その後3場所連続で負け越し、1952年5月場所で幕下に陥落。幕下に陥落してからしばらくの間は低迷していたが、1954年9月場所に十両に復帰した。1955年5月場所に28歳で廃業した。

## 主な成績
- 通算成績：165勝152敗  勝率.521
- 十両成績：52勝68敗  勝率.433
- 現役在位：26場所
- 十両在位：8場所

### 場所別成績
| 1947年 （昭和22年） | x                  | x                | x                        | 新序 5–0          |
| 1948年 （昭和23年） | x                  | x                | 東序二段17枚目 4–2       | 西序二段2枚目 5–1 |
| 1949年 （昭和24年） | 東三段目12枚目 8–4 | x                | 東幕下21枚目 7–8         | 西幕下21枚目 9–6  |
| 1950年 （昭和25年） | 西幕下15枚目 8–7   | x                | 東幕下10枚目 8–7         | 西幕下7枚目 10–5  |
| 1951年 （昭和26年） | 西十両16枚目 8–7   | x                | 西十両13枚目 7–8         | 西十両14枚目 7–8  |
| 1952年 （昭和27年） | 東十両16枚目 5–10  | x                | 東幕下6枚目 4–11         | 西幕下14枚目 9–6  |
| 1953年 （昭和28年） | 東幕下9枚目 7–8    | 東幕下10枚目 6–2 | 西幕下4枚目 4–4          | 東幕下4枚目 4–4   |
| 1954年 （昭和29年） | 西幕下3枚目 1–7    | 東幕下15枚目 7–1 | 西幕下5枚目 7–1          | 東十両21枚目 7–8  |
| 1955年 （昭和30年） | 西十両22枚目 8–7   | 東十両20枚目 7–8 | 東十両21枚目 引退 3–12–0 | x                 |
| 各欄の数字は、「勝ち-負け-休場」を示す。 優勝 引退 休場 十両 幕下 三賞：敢=敢闘賞、殊=殊勲賞、技=技能賞 その他：★=金星 番付階級：幕内 - 十両 - 幕下 - 三段目 - 序二段 - 序ノ口 幕内序列：横綱 - 大関 - 関脇 - 小結 - 前頭（「#数字」は各位内の序列） |                    |                  |                          |                   |

## 改名歴
- 大見山 輝雄（おおみやま てるお）1947年11月場所 - 1954年1月場所
- 二所錦 照生（にしょにしき てるお）1954年3月場所 - 1955年5月場所